# عبد العزيز بن جلوي بن تركي آل سعود
الأمير عبد العزيز بن جلوي بن تركي آل سعود ولد بالرياض سنة (1287هـ-1870م)، ودرس في كتاتيبها، كان يكبر عبدالله بن جلوي بن تركي آل سعود، وبعد خروج الإمام عبد الرحمن بن فيصل وأسرته من الرياض عام 1308هـ-1890م بقي الأمير عبد الله بن جلوي واخوه عبدالعزيز ابن جلوي في الرياض، حيث كان مصدرًا من مصادر المعلومات التي ترسل للإمام عبد الرحمن بن فيصل وابنه الملك عبد العزيز في الكويت، التحق بالملك عبد العزيز ورافقه في محاولته الناجحة في معركة فتح الرياض عام 1319هـ-1902م. عُرف بالشجاعة والإقدام والعدالة.

## نشاته
هو الابن الثاني لسمو الأمير جلوي ابن الإمام تركي بن عبد الله بن محمد بن سعود. كان يرحمه الله شجاعاً، باسلاً، سديد الرأي والمشورة. رافق الإمام عبد الله والإمام عبد الرحمن ابنَي الإمام فيصل بن تركي حينما تركا الرياض إلى حائل عام 1302هـ وعاد معهما عند عودتهما ثم رحل هو وإخوانه أبناء الأمير جلوي مع الإمام عبد الرحمن بن فيصل عام 1308هـ إلى البادية ثم إلى الكويت في مرحلة لاحقة.
وقد صحب ولازم الملك عبدالعزيز وصحبه في الهجوم المظفر على حصن المصمك وفتح الرياض عام 1319هـ وظل ملازماً للملك عبدالعزيز ومسانداً له بالرأي والسيف معاً، فشارك وقاد كثيراً من المعارك والغزوات التي أعقبت فتح الرياض، ومنها وقعة عنيزة وهزيمة ماجد الحمود ودخول مدينة بريدة؛ إذ كلفه الملك عبدالعزيز بقيادة الجيش الذي وضعه لمواجهة الحشود العسكرية العثمانية التي قدِمت إلى الجزيرة العربية لمساعدة حليفها ابن رشيد في معركة البكيرية المشهورة التي كان فيها النصر للملك عبدالعزيز بفضل من الله ثم بفضل حكمة القيادة وبسالة الشجعان أمثال الأمير عبدالعزيز بن جلوي؛ ففي حين التحم الملك عبدالعزيز مع الجيش العثماني المجهز بأحسن العتاد، كان الأمير عبدالعزيز بن جلوي هو وأهل القصيم يفتكون بمؤخرة الجيش العثماني حتى مَنَّ الله ـ عزّ وجلّ ـ عليهم بالنصر.
كما شارك الأمير عبدالعزيز بن جلوي في وقعة الشنانة المعروفة.

## اشترك في بعض من حملات توحيد الممكلة العربية السعودية
- / معركة الرياض (1902) : وتسمى أيضاً فتح الرياض هي معركة وقعت في 5 شوال 1319هجرياً والذي يوافق 15 يناير 1902،[2] في قلعة المصمك في الرياض، عاصمة المملكة العربية السعودية في الوقت الحاضر. وكانت بين عبد العزيز آل سعود ابن عبد الرحمن بن فيصل بن تركي آل سعود، وعجلان بن محمد العجلان
- / معركة الدلم: هي معركة حدثت في 27 يناير 1903 بين قوات إمارة جبل شمر بقيادة عبدالعزيز بن متعب آل رشيد وبين قوات إمارة نجد بقيادة عبد العزيز بن عبد الرحمن بن فيصل آل سعود، في سبيل تأسيس المملكة العربية السعودية، وانتهت بانتصار ابن سعود وتثبيت الحكم السعودي في أنحاء جنوب الرياض.[3]
- / معركة البكيرية: هي معركة حدثت في 15 يونيو 1904 بين قوات إمارة آل رشيد بقيادة عبدالعزيز بن متعب آل رشيد وبين قوات إمارة نجد بقيادة عبد العزيز بن عبد الرحمن بن فيصل آل سعود، في سبيل تأسيس المملكة العربية السعودية، وانتهت المعركة بانتصار إمارة نجد وأهل القصيم.[4]
- / معركة الشنانة: هي معركة وقعت في 18 رجب 1322هـ/29 سبتمبر 1904م بين قوات الملك عبد العزيز بن عبد الرحمن آل سعود وعبد العزيز بن متعب بن عبد الله الرشيد بمحافظة الشنانة بمنطقة القصيم انتصرت فيها قوات الملك عبد العزيز بن عبد الرحمن آل سعود وهي أحد أهم المعارك الفاصلة في تاريخ توحيد المملكة العربية السعودية وقاصمة الظهر لابن رشيد [5]

## أخوته
- الأمير عبد الله بن جلوي بن تركي آل سعود
- الأميرفهد بن جلوي بن تركي آل سعود (صاحب الحربة التي على باب المصمك)
- الأمير سعود بن جلوي بن تركي آل سعود
- الأمير مساعد بن جلوي بن تركي آل سعود
- الأمير عبد المحسن بن جلوي بن تركي آل سعود
- الأمير مشاري بن جلوي بن تركي آل سعود

## اسرته
- الاميرة سارة بنت عبدالعزيز بن تركي بن عبد الله آل سعود
- عوسجية بنت عبيد بن مرعيد السبيعي
- شطنا بنت لطاس الضيط العتيبي

## وفاته
قتل عام 1324هـ وهو في مهمة رسمية، إذ انتدبه الملك عبدالعزيز إلى الشيخ مبارك بن صباح ليبلغه أنه قد قضى على خصمه عبدالعزيز بن متعب آل رشيد في وقعة «روضة مهنا» في القصيم، وبينما هو ورجاله في طريقهم إلى الكويت، إذا بسرِية من فرسان شمر تباغتهم في كمين نصبوه لهذا الغرض في مكان يسمى «روضة الخمة» وكان على رأس هذه السرية ابن عجل، ولما تأكد قائد السرية من هوية الأمير عبدالعزيز بن جلوي أخذه أسيراً ثم قتله «صبراً».